# Boyle Heights
Boyle Heights est un quartier situé à l'est de Downtown Los Angeles, en Californie.
Durant le vingtième siècle, Boyle Heights a été la porte d'entrée pour les nouveaux immigrants, ce qui a abouti à de nombreuses communautés, allant de populations de juifs américains, des américains d'origine japonaise ou mexicaine, ainsi que d'origine russe ou yougoslave. De nos jours, la population est surtout d'origine latino-américaine. La population était de 99 243 habitants en 2008.
C'est dans ce quartier que se situe le « Temple » de la Lucha Underground. 

## Démographie
Le Los Angeles Times considère le quartier comme peu diverse du point de vue ethnique, 94,0 % de la population étant hispanique, 2,0 % blanche non hispaniques, 2,0 % asiatique, 0,9 % afro-américaine, et 0,4 % appartenant à une autre catégorie ethno-raciale.

## Personnalités liées à Boyle Heights
- Taboo (rappeur), membre des Black Eyed Peas.